# Ніка Даалдероп
Ніка Даалдероп (Nika Daalderop; 29 листопада 1998, Амстердам) — нідерландська волейболістка. Учасниця Олімпійських ігор у Парижі і призерка чемпіонатів Європи. Переможниця Ліги чемпіонів ЄКВ.

## Із біографії
У складі національної збірної виступала на літніх Олімпійських іграх у Парижі (2024), чемпіонаті світу (2022), кнтинентальних першостях (2017, 2019, 2021, 2023), розіграшах Ліги націй (2018, 2019, 2021, 2022, 2023, 2024) і Всесвітнього гран-прі (2017).
У парі з Джой Стуббе стала дворазовою чемпіонкою Європи до 20 років. Разом з Мексіме ван Дріл грала у фіналі юнацького чемпіонату світу до 19 років (2016).

## Клуби
| Роки      | Команди                           |
| --------- | --------------------------------- |
| 2014–2016 | «Арнем»                           |
| 2016–2017 | «Ледіс ін Блек» (Аахен)           |
| 2017–2018 | «Альянц МТВ Штутгарт»             |
| 2018–2020 | «Іль Бізонте Фіренце» (Флоренція) |
| 2020–2022 | «Ігор Горгонзола» (Новара)        |
| 2022–2023 | «Вакіфбанк» (Стамбул)             |
| 2023–     | «Веро Воллей» (Монца)             |

## Досягнення
У збірній
Чемпіонат Європи
- Друге місце (1): 2017
- Третє місце (1): 2023

У клубах
Ліга чемпіонів ЄКВ
- Перше місце (1): 2023
- Друге місце (1): 2024

Кубок Туреччини
- Перше місце (1): 2023

Пляжний волейбол
Чемпіонат світу (U19)
- Друге місце (1): 2016

Чемпіонат Європи (U20)
- Перше місце (2): 2015, 2016

## Статистика
Статистика виступів на літніх Олімпійських іграх:
| Рік    | Турнір           | Ігри | Сети | Очки | Ср.  | Місце | Примітки |
| ------ | ---------------- | ---- | ---- | ---- | ---- | ----- | -------- |
| 2024   | Олімпійські ігри | 3    | 12   | 40   | 3,33 |       |          |
| Всього |                  |      |      |      |      |       |          |